# Uta von Tarasp

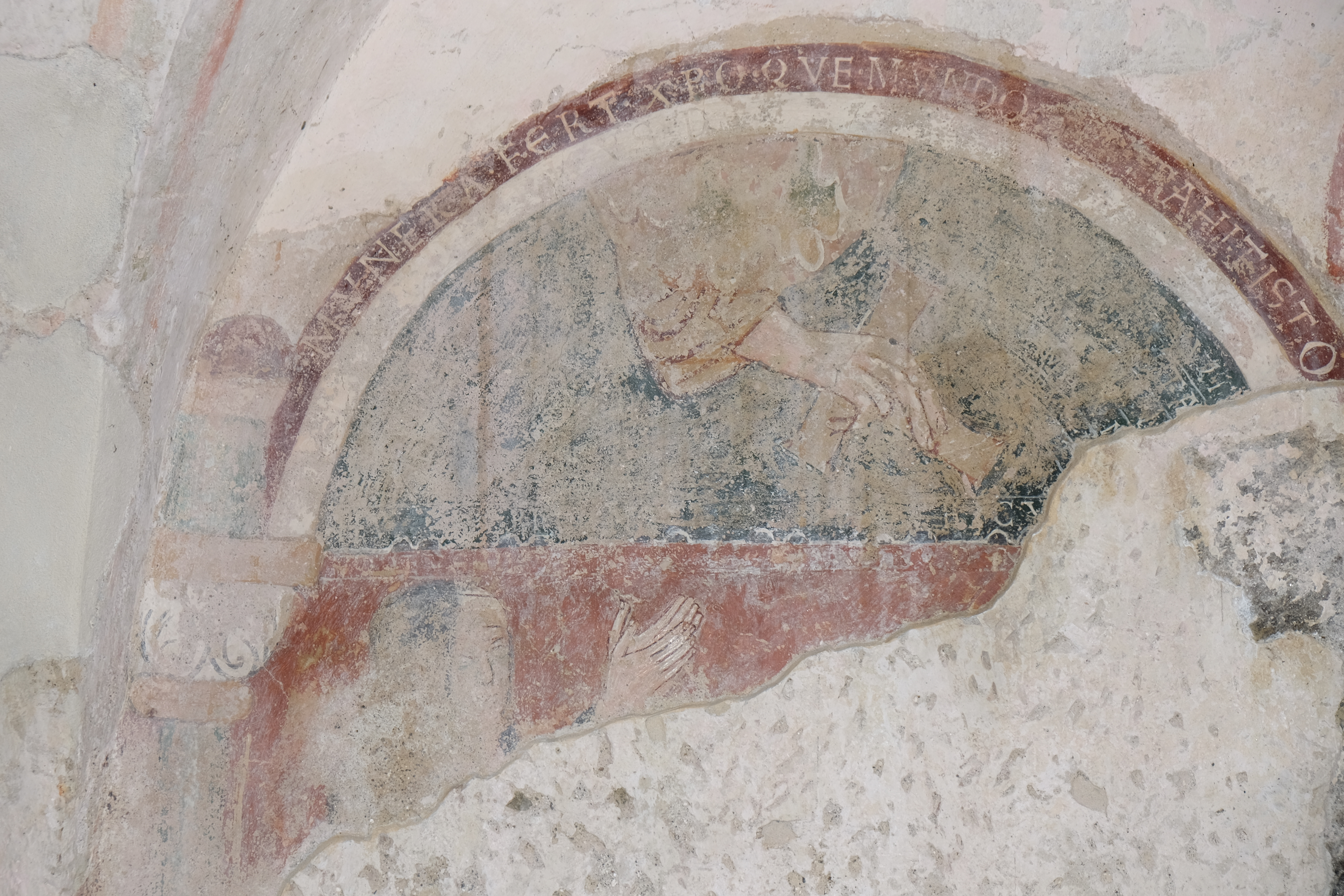
Beschädigtes Bildnis der Uta von Tarasp in der Krypta der Abtei Marienberg

Uta von Tarasp († um 1162) war die Ehefrau des Edelfreien Ulrich III. von Tarasp im heutigen Graubünden. Wie ihr Bruder Albert von Ronsberg-Ursin stammte sie aus dem Adelsgeschlecht der Ronsberger. Zusammen mit Ulrich verlegte sie das Kloster von Scuol, dessen Abt Albert war, um 1146 nach Burgeis auf den Marienberg. Als Abtei Marienberg besteht dieses Kloster des Benediktinerordens noch heute. Auch bei der Erneuerung des Klosters von Müstair als Frauenkloster soll Uta nach 1151 mitgewirkt haben.
Einige Berühmtheit erlangte Uta aufgrund ihrer Pilgerfahrt: Gemeinsam mit ihrer Begleiterin Berntrudis soll sie in den 1160er Jahren im Mönchsgewand ins Heilige Land gepilgert sein. Auf der Reise soll sie an einem 2. Dezember, vermutlich im Jahre 1162, nach anderer Quelle auch erst 1163 ums Leben gekommen sein. Ihr Leichnam wurde auf Veranlassung ihres Gatten Ulrich nach Marienberg überführt, wo er Berntrudis auf deren Bitte hin auch eine Klause stiftete.
Das Paar starb kinderlos. In der Krypta von Marienberg findet sich ein teilweise erhaltenes Bildnis von Uta.